# Robert Lee Castleman
Robert Lee Castleman is een Amerikaanse singer-songwriter en countryzanger.

## Biografie
Zijn debuutalbum Crazy as Me werd uitgebracht in 2000 bij Rounder Records. Hij won een Grammy Award in 2000 in de categorie «Best Country Song» voor The Lucky One, vertolkt door Alison Krauss & Union Station.
Andere door hem geschreven songs werden uitgevoerd door:
- Alan Jackson (The Firefly's Song, Like Red on a Rose (genomineerd voor een Grammy Award in 2007 in de categorie «Best Country Song», Maybe I Should Stay Here, Nobody Said That It Would Be Easy, Where Do I Go from Here (A Trucker's Song))
- Alison Krauss & Union Station (Doesn't Have to Be This Way, Forget About It, Gravity, Let Me Touch You for Awhile, Paper Airplane en Restless)
- Chet Atkins (Sneakin' Around, Somebody Loves Me Now, Take a Look At Her Now)
- Jon Randall (My Life)